# Radikal 111
Radikal 111 mit der Bedeutung „Pfeil“ ist eines von 23 der 214 traditionellen Radikale der chinesischen Schrift, die mit fünf Strichen geschrieben werden. 
Mit 10 Zeichenverbindungen in Mathews’ Chinese-English Dictionary gibt es sehr wenige Schriftzeichen, die unter diesem Radikal im Lexikon zu finden sind.
Das Radikal „Pfeil“ nimmt nur in der Langzeichen-Liste traditioneller Radikale, die aus 214 Radikalen besteht, die 111. Position ein. In modernen Kurzzeichen-Wörterbüchern kann es sich an ganz anderer Stelle finden. Im Neuen chinesisch-deutschen Wörterbuch aus der Volksrepublik China steht es zum Beispiel an 148. Stelle.
Das Schriftzeichen entwickelte sich aus der bildlichen Darstellung eines zugespitzten Pfeiles mit einem Zwischenstück und einem gefiederten Ende.
Seinen zusammengesetzten Zeichen verleiht 矢 das Bedeutungsfeld Pfeil wie in 医 (yi = Mediziner, ursprünglich ein mit Pfeilen gefüllter Köcher), 族 (zu = Stamm, Rasse, ursprünglich jedoch Pfeilspitze, die heute 镞 (zu) geschrieben wird, 钅 Metall plus 族 zu als Lautträger), 矫 (jiao korrigieren, ursprünglich ein Gerät zum Geradebiegen von Pfeilen), 矩 (= Anschlagwinkel des Tischlers, Regel).
Als Lautträger tritt 矢 ebenfalls auf: 雉 (= Fasan), 彘 (= Schwein). In linker oder relativ linker Position im zusammengesetzten Zeichen ist der letzte Strich (rechts unten) als Punktstrich auszuführen wie in 知 (= wissen) oder 肄 (= lernen).

## Schriftzeichenverbindungen, die vom Radikal 111 regiert werden
| Striche | Zeichen  |
| ------- | -------- |
| +0      | 矢       |
| +02     | 矣       |
| +03     | 矤 知    |
| +04     | 矦 矧 矨 |
| +05     | 矩       |
| +06     | 矪 矫    |
| +07     | 矬 短    |
| +08     | 矮       |
| +12     | 矯 矰    |
| +14     | 矱       |
| +15     | 矲       |

 Im Unicodeblock Kangxi-Radikale ist das Radikal 111 unter der Codepointnummer 12.142 (U+2F6E) codiert.